# ألفارو سيلفا
ألفارو سيلفا (30 مارس 1984 أندوخار إسبانيا - ) هو لاعب كرة قدم فلبيني يلعب كمدافع.

## روابط خارجية
- ألفارو سيلفا على موقع دوري كوريا الجنوبية (الإنجليزية)
- ألفارو سيلفا على موقع قاعدة بيانات كرة القدم.إي يو (الإنجليزية)
- ألفارو سيلفا على موقع ناشيونال فوتبول تيمز (الإنجليزية)
- ألفارو سيلفا على موقع Soccerway.com (الإنجليزية)
- ألفارو سيلفا على موقع عالم كرة القدم.نت (الإنجليزية)